# Cipargamine
La cipargamine, ou NITD609, ou KAE609 est un composé chimique de la classe des spiroindolones en cours de test comme médicament antipaludique.

## Efficacité
Elle inhibe le développement des gamétocytes des parasites du genre Plasmodium et réduit leur transmission au moustique anophèle.
Par voie orale sur une cure de trois jours, il fait disparaître la parasitose par plasmodium falciparum et par plasmodium vivax.